# Ruschyn
Ruschyn (ukrainisch Ружин; russisch Ружин Ruschin, polnisch Różyn) ist  eine Siedlung städtischen Typs in der ukrainischen Oblast Schytomyr mit etwa 4600 Einwohnern (2018), bis Juli 2020 war der Ort das administrative Zentrum des gleichnamigen Rajons Ruschyn im Süden der Oblast Schytomyr.

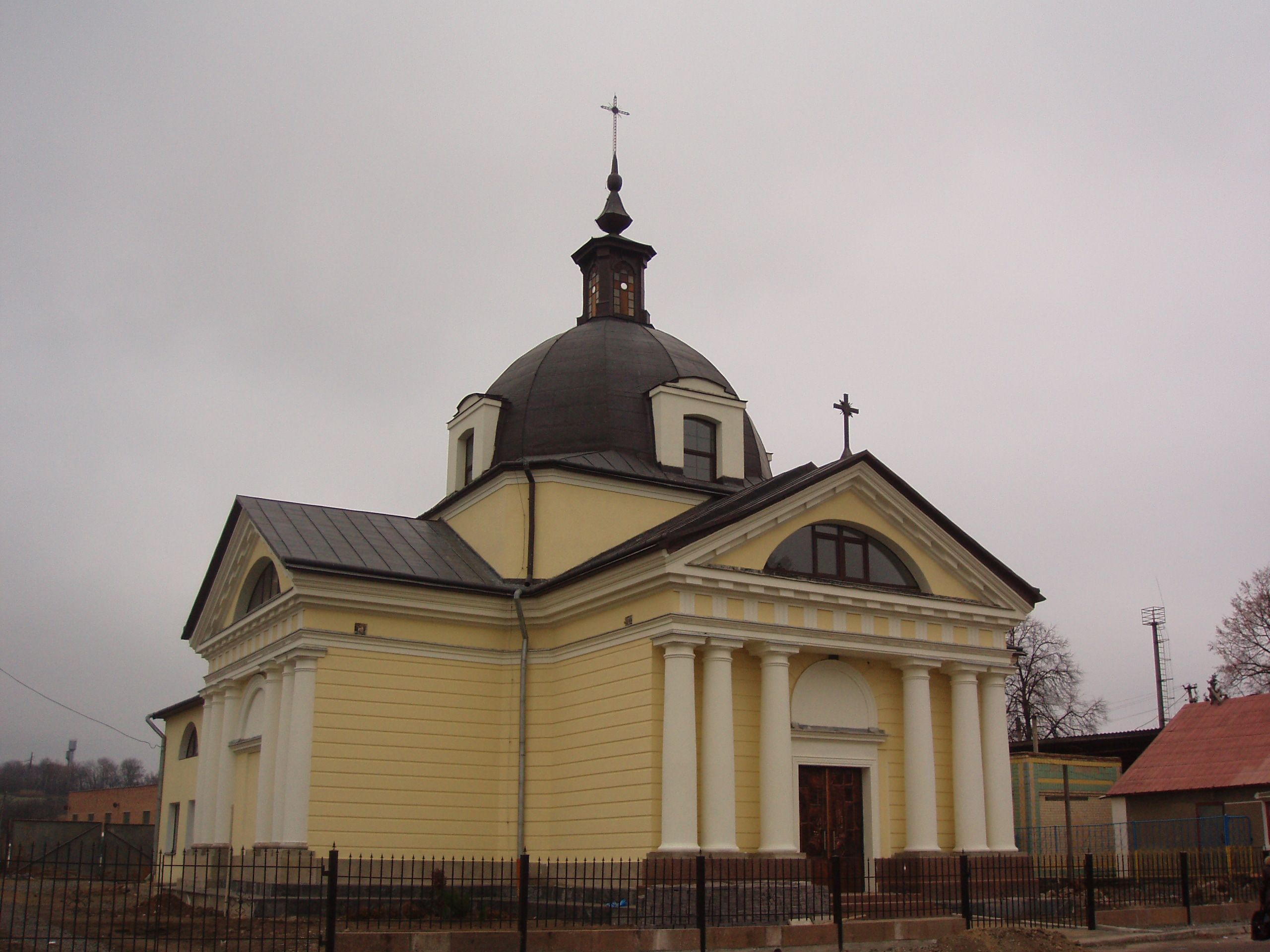
Kirche im Ort

## Geographische Lage
Ruschyn liegt auf einer Höhe von 214 m am Ufer der Rostawyzja, einem 116 km langen, linken Nebenfluss des Ros, 81 km südöstlich vom Oblastzentrum Schytomyr und etwa 75 km südwestlich der nächsten größeren Stadt Fastiw. In der Siedlung kreuzen sich die Regionalstraße P–32 und die Territorialstraße T–06–06.

## Geschichte
Die Ortschaft ist seit dem Ende des 15. Jahrhunderts bekannt und kam 1569, zusammen mit der Rechtsufrigen Ukraine unter die Herrschaft der Adelsrepublik Polen-Litauen. 1793 fiel die Rechtsufrige Ukraine an das Russische Kaiserreich und wurde dem Gouvernement Kiew angegliedert. Zu dieser Zeit besaß der Ort 750 Einwohner. Vom 16. Juli 1941 bis zum 28. Dezember 1943 war Ruschyn von der Wehrmacht besetzt. Den Status einer Siedlung städtischen Typs erhielt die Ortschaft 1962.

## Verwaltungsgliederung
Am 12. Juni 2020 wurde die Siedlung zum Zentrum der neugegründeten Siedlungsgemeinde Ruschyn (ukrainisch Ружинська селищна громада/Ruschynska selyschtschna hromada), zu dieser zählen auch noch die 34 in der untenstehenden Tabelle aufgelistetenen Dörfer sowie die 2 Ansiedlungen Horodozke und Mowtschaniwske, bis dahin bildete sie zusammen mit dem Dorf Saritschtschja die gleichnamige Siedlungratsgemeinde Ruschyn (Ружинська селищна рада/Ruschynska selyschtschna rada) im Zentrum des Rajons Ruschyn.
Am 17. Juli 2020 kam es im Zuge einer großen Rajonsreform zum Anschluss des Rajonsgebietes an den Rajon Berdytschiw.
Folgende Orte sind neben dem Hauptort Ruschyn Teil der Gemeinde:
| Name                     | Name         | Name                            |
| ukrainisch transkribiert | ukrainisch   | russisch                        |
| ------------------------ | ------------ | ------------------------------- |
| Beresjanka               | Березянка    | Березянка                       |
| Bilyliwka                | Білилівка    | Белиловка (Belilowka)           |
| Bystryk                  | Бистрик      | Быстрик (Bystrik)               |
| Derhaniwka               | Дерганівка   | Дергановка (Derganowka)         |
| Holubiwka                | Голубівка    | Голубовка (Golubowka)           |
| Horodok                  | Городок      | Городок (Gorodok)               |
| Horodozke                | Городоцьке   | Городокское (Gorodozkoje)       |
| Jahnjatyn                | Ягнятин      | Ягнятин (Jagnjatin)             |
| Jossypiwka               | Йосипівка    | Йосиповка (Jossipowka)          |
| Karabtschyjiw            | Карабчиїв    | Карабчиев (Karabtschijew)       |
| Knjaschyky               | Княжики      | Княжики (Knjaschiki)            |
| Kordoniwka               | Кордонівка   | Кордоновка (Kordonowka)         |
| Koteljanka               | Котелянка    | Котелянка                       |
| Marjaniwka               | Мар'янівка   | Марьяновка (Marjanowka)         |
| Mowtschaniwka            | Мовчанівка   | Молчановка (Moltschanowka)      |
| Mowtschaniwske           | Мовчанівське | Молчановское (Moltschanowskoje) |
| Mussijiwka               | Мусіївка     | Мусиевка (Mussijewka)           |
| Nemyrynzi                | Немиринці    | Немиринцы (Nemirinzy)           |
| Ohijiwka                 | Огіївка      | Огиевка (Ogijewka)              |
| Ploska                   | Плоска       | Плоская (Ploskaja)              |
| Prybereschne             | Прибережне   | Прибрежное (Pribereschnoje)     |
| Prytschepiwka            | Причепівка   | Причеповка (Pritschepowka)      |
| Rohatschi                | Рогачі       | Рогачи (Rogatschi)              |
| Sachny                   | Сахни        | Сахны                           |
| Saritschtschja           | Заріччя      | Заречье (Saretschje)            |
| Sarudynzi                | Зарудинці    | Зарудинцы (Sarudinzy)           |
| Selene                   | Зелене       | Зелёное (Seljonoje)             |
| Sorjane                  | Зоряне       | Зоряное (Sorjanoje)             |
| Topory                   | Топори       | Топоры                          |
| Trubijiwka               | Трубіївка    | Трубиевка (Trubijewka)          |
| Tschechowa               | Чехова       | Чехова                          |
| Tscheremucha             | Черемуха     | Черёмуха (Tscherjomucha)        |
| Werbiwka                 | Вербівка     | Вербовка (Werbowka)             |
| Werchiwnja               | Верхівня     | Верховня (Werchownja)           |
| Wilnopillja              | Вільнопілля  | Вольнополье (Wolnopolje)        |
| Wyschnewe                | Вишневе      | Вишнёвое (Wischnjowoje)         |

## Persönlichkeiten
- Eirini d’Eirinis, Pionier des Bergbaus in der Schweiz, geboren in Ruschyn
- Israel Friedmann, chassidischer Rabbiner, „der Heilige von Ruschyn“